# 11:11 (singel Megary)
11:11 – singel hiszpańskiego zespołu muzycznego Megara, wydany 15 lutego 2024 roku. Jeszcze w tym samym miesiącu utwór zwyciężył w finale festiwalu Una Voce per San Marino, uzyskując tym samym prawo do reprezentowania tego kraju w 68. Konkursie Piosenki Eurowizji (2024). Piosenka ta oryginalnie została wysłana organizatorom Benidorm Fest 2024, którzy nie wybrali jej jednak do konkursowej stawki, co zmotywowało zespół do poddania jej ocenie komisji jurorskiej w sanmaryńskich preselekcjach, otwartych na obcokrajowców, w niezmienionej wersji. Utwór napisali Roberto la Lueta i Sara Jimenez Moral.

## Lista utworów
| Digital download / media strumieniowe | Digital download / media strumieniowe | Digital download / media strumieniowe |
| Nr                                    | Tytuł utworu                          | Długość                               |
| ------------------------------------- | ------------------------------------- | ------------------------------------- |
| 1.                                    | „11:11”                               | 3:00                                  |